# Abubakari Damba
Abubakari Damba (ur. 30 grudnia 1968) – ghański piłkarz grający na pozycji bramkarza. W swojej karierze rozegrał 4 mecze w reprezentacji Ghany.

## Kariera klubowa
W swojej karierze Damba grał w klubach Great Olympics, Real Tamale United i malezyjskim Perak FA.

## Kariera reprezentacyjna
W reprezentacji Ghany Damba zadebiutował 20 lutego 1986 roku w przegranym 0:2 towarzyskim meczu z Iranem, rozegranym w Teheranie. W 1992 roku został powołany do kadry na Puchar Narodów Afryki 1992. Na tym turnieju był rezerwowym i nie rozegrał żadnego spotkania. Z Ghaną wywalczył wicemistrzostwo Afryki. Od 1986 do 1993 rozegrał w kadrze narodowej 4 mecze.